# Cora Santa Cruz
Hilda García Ossandón más conocida por el nombre artístico de Cora Santa Cruz (30 de enero de 1907, Antofagasta - 29 de enero de 2005, Santiago de Chile) fue una pianista, cantante y actriz chilena.

## Biografía
Hilda García Ossandón (pseudónimo "Cora Santa Cruz"), nació en Antofagasta, Chile, y fue hija de Augusto García y de Hilda Ossandón. Se casó con Augusto Schrebler. Fue madre de tres hijas; Astrid Schrebler y las cantantes Sonia y Myriam von Schrebler.Ella presentó a sus hijas cantantes a la música folclórica chilena y fue su directora artística en la fase inicial del dúo vocal. Apareció entre otros en el programa Canturreando de Canal 13 con Benjamín Mackenna, Paz Undurraga, Adolfo Jankelevich y Valentín Trujillo.
Como actriz trabajó en la películas Música en tu corazón de Miguel Frank (1946) y La Casa en que vivimos de Patricio Kaulen (1970).
Cora Santa Cruz falleció a los 97 años aquejada de Alzheimer y en una casa de reposo. Fue sepultada en el Cementerio General de Santiago.